# Teoria de Newton-Cartan
A teoria Newton-Cartan (ou gravitação newtoniana geometrizada) é uma reformulação geométrica, bem como uma generalização, da gravidade newtoniana introduzida pela primeira vez por Élie Cartan e Kurt Friedrichs e posteriormente desenvolvida por Dautcourt, Dixon, Dombrowski e Horneffer, Ehlers, Havas, Künzle,  Lottermoser, Trautman, e outros. Nesta reformulação, as semelhanças estruturais entre a teoria de Newton e a teoria geral da relatividade de Albert Einstein são facilmente vistos, e foi usado por Cartan e Friedrichs para dar uma formulação rigorosa da maneira pela qual a gravidade newtoniana pode ser vista como um limite específico da relatividade geral, e por Jürgen Ehlers para estender essa correspondência a soluções específicas da relatividade geral.
O interessante do método Newton-Cartan é mostrar como muitos dos conceitos normalmente associados à teoria geral da relatividade, como curvatura do espaço-tempo, ou a visão do movimento em queda livre como uma trajetória geodésica, já estão presentes em potencial na gravitação de Newton. O método NC traz outra roupagem matemática para essa mesma velha teoria, revelando aqueles conceitos.
 

Já a teoria geral da relatividade introduz a noção de métrica lorentziana, e é esta sua grande diferença em relação à teoria clássica de gravitação.

A representação usual da lei da gravidade de Newton é:

{\displaystyle \mathbf {F} =-{\frac {GMm_{g}{\hat {\mathbf {r} }}}{r^{2}}}}

 
Aplicando  sua segunda lei:

 {\displaystyle \mathbf {F} =m_{i}{\frac {d^{2}\mathbf {r} }{dt^{2}}}},

 e usando a constatação experimental de que a massa gravitacional é igual à massa inercial:

 {\displaystyle {\frac {d^{2}\mathbf {r} }{dt^{2}}}=-{\frac {GM{\hat {\mathbf {r} }}}{r^{2}}}}

O lado direito pode ser expresso como o gradiente de uma função escalar:

 {\displaystyle {\frac {GM{\hat {\mathbf {r} }}}{r^{2}}}=\nabla \phi },

 onde {\displaystyle \phi =-{\frac {GM}{r}}}

A igualdade vetorial pressupõe igualdade para cada um dos componentes x, y e z. Passando além disso todos os termos para o lado esquerdo: 

{\displaystyle {\frac {d^{2}X^{j}}{dt^{2}}}+{\frac {\partial \phi }{\partial X^{j}}}=0}

Podemos expressar o tempo como uma função linear de um parâmetro {\displaystyle \lambda } já que tanto a origem como a unidade de medida (ano, hora, minuto segundo) são arbitrárias: 

{\displaystyle t=a\lambda +b}

 A equação se torna: 

{\displaystyle {\frac {d^{2}X^{j}}{d\lambda ^{2}}}+{\frac {\partial \phi }{\partial X^{j}}}{\Big (}{\frac {\partial t}{\partial \lambda }}{\Big )}{\Big (}{\frac {\partial t}{\partial \lambda }}{\Big )}=0} 

Podemos reconhecer aqui a equação da geodésica, onde as únicas conexões não nulas são: 

 {\displaystyle \Gamma _{tt}^{j}={\frac {\partial \phi }{\partial X^{j}}}} 

O movimento em queda livre sob a ação de um campo gravitacional, descrito pela lei Newtoniana de gravitação, é  reinterpretado como uma trajetória geodésica num espaço-tempo de 4 dimensões. 
Pode-se mostrar ainda que o tensor de curvatura, calculado a partir das conexões, não é nulo. Portanto esse espaço tempo é curvo.

## Elevador Bargmann
Foi demonstrado que a teoria da gravitação de Newton-Cartan de quatro dimensões pode ser reformulada como redução de Kaluza-Klein da gravidade de Einstein de cinco dimensões ao longo de uma direção nula. Este levantamento é considerado útil para modelos holográficos não relativísticos.